# Monstera boliviana
Monstera boliviana — квіткова рослина з роду монстера родини ароїдних.

## Розповсюдження
Його батьківщиною є Болівія та Перу.